# Branchinella basispina
Branchinella basispina es una especie de crustáceo de la familia Thamnocephalidae.
Es endémica de Australia.